# 3566 Levitan
3566 Levitan је астероид главног астероидног појаса чија средња удаљеност од Сунца износи 2,360 астрономских јединица (АЈ).
Апсолутна магнитуда астероида је 12,8.